# InterNIC
InterNIC est une marque de service déposée par le département américain du Commerce.

## Bref rappel
InterNIC (The Internet's Network Information Center) était le service d'information enregistrant l'ensemble des noms de domaines d'Internet. Cet organisme a été instauré en 1992, afin de pouvoir faire face à l'ouverture d'Internet au public et vit son rôle disparaître en 1998, lors de l'ouverture à la concurrence; pour être remplacé par l'Internet Corporation for Assigned Names and Numbers (ICANN).

## Rôle de l'InterNIC
En 1972 et 1973, le format IP est défini, géré par l'Iana du département américain de la Défense.
Durant les années 1980, le nombre d'adresses augmente et l'on met en place un système de nom superposés aux IP. Ces noms sont gérés par le  DNS.
Lors de l'ouverture d'Internet, tout dépôt de nom de domaine se fait auprès d'InterNIC. Les coûts résultants de ces bases de données de noms sont subventionnés par l'Iana. InterNIC est donc la base de données de tous les noms de domaines de l'Internet.
Durant l'année 1995, face à la croissance des demandes de noms de domaine, l'IANA ne peut plus faire face aux frais et l'enregistrement devient payant.